# Senster
Senster war ein Roboterkunstwerk von Edward Ihnatowicz. Es wurde von Philips als Ausstellungsstück für das Evoluon in Auftrag gegeben und dort von 1970 bis 1974 ausgestellt und anschließend demontiert.
Es war die erste von einem digitalen Computer kontrollierte robotische Skulptur. Sie war an ihrer "Schulter" etwa 2,5 Meter hoch und 4 Meter lang. Sie bestand aus geschweißten Stahlrohren und wurde durch hydraulische Kolben bewegt. Auf ihrem "Kopf" waren vier Mikrofone und zwei Dopplerradar-Sensoren montiert, die die Geräusche und Bewegungen der umgebenden Menschen aufnahmen. Ein Computersystem (Philips P9201 – ein Klon des verbreiteteren Honeywell DDP-416) kontrollierte den Roboter und steuerte sein Verhalten so, dass er von leisen Geräuschen und langsamen Bewegungen angezogen, von lauten Geräuschen und abrupten Bewegungen aber abgestoßen wurde. Die komplizierte Akustik der Halle und das unvorhersagbare Verhalten der Besucher ließ das Verhalten des Senster erheblich komplexer erscheinen, als seine Programmierung vermuten ließ.